# 愛媛県道150号徳能伊予三芳停車場線
愛媛県道150号徳能伊予三芳停車場線（えひめけんどう150ごう とくのういよみよしていしゃじょうせん）は、愛媛県西条市を通る一般県道である。

## 概要
西条市丹原町古田から西条市三芳に至る。

### 路線データ
- 起点：西条市丹原町古田（愛媛県道151号関屋今井線交点）
- 終点：西条市三芳（JR四国予讃線 伊予三芳駅前）
- 総延長：約6.1 km

## 路線状況

### 重複区間
- 愛媛県道159号孫兵衛作壬生川線（西条市高田 - 西条市三芳）

### 道路施設

#### 橋梁
- 大明神川橋（大明神川、西条市）

## 地理

### 通過する自治体
- 西条市

### 交差する道路
| 交差する道路                                                       | 交差する場所 | 交差する場所 |
| ------------------------------------------------------------------ | ------------ | ------------ |
| 愛媛県道151号関屋今井線                                            | 丹原町古田   | 起点         |
| 愛媛県道155号今治丹原線                                            | 石延         |              |
| 愛媛県道159号孫兵衛作壬生川線 重複区間起点                         | 高田         |              |
| 愛媛県道154号東予玉川線 愛媛県道159号孫兵衛作壬生川線 重複区間終点 | 三芳         |              |

### 沿線
- 西条市立東予西中学校
- 西条市立三芳小学校
- JR四国予讃線 伊予三芳駅